# Tu–22M
A Tu–22M (NATO-kódja: Backfire) két gázturbinás sugárhajtóművel felszerelt szuperszonikus, változtatható szárny-nyilazású, nagy hatótávolságú hadászati bombázó repülőgép, melyet a Szovjetunióban a Tupoljev-tervezőirodában (OKB–156) fejlesztettek ki. A szovjet és orosz haditengerészet is alkalmazza, jelenleg a SALT szerződések darabszám korlátozása alá esik. Hivatalosan a korábbi Tu–22 modernizált, továbbfejlesztett változata (valójában teljesen új típusnak tekinthető), a NATO az 1970-es években tévesen Tu–26 jelzéssel azonosította.

## Fejlesztési története
A Tu–22 nem bizonyult túlzottan sikeresnek, néhány tulajdonsága rosszabb volt, mint elődje, a Tu–16. Különösen gyenge pontja volt a felszállási úthossz és a nagy leszállósebesség, nagy nyilazási szögű szárnya és elégtelen hajtómű-teljesítménye miatt. Mindezek és a kabinból való rossz kilátás miatt nehéz és veszélyes volt vele repülni a személyzeteknek, és a földi kiszolgálása és karbantartása is problémásnak bizonyult. Miután szolgálatba állt, az OKB Tupoljev megkezdte a továbbfejlesztését. Először az eredeti Tu–22 korszerűsítése volt a terv, változtatható szárny-nyilazással és erősebb hajtóművekkel.
Ez idő alatt a Szuhoj tervezőiroda már dolgozott a T–4-esen, egy négyhajtóműves, titán sárkányszerkezetű, deltaszárnyú, kacsavezérsíkos repülőgépen, amelytől az amerikai XB-70-esre adott válaszként 3200 km/h utazósebességet vártak el, ami jelentős kutatási erőfeszítéseket igényelt a szükséges technológiák kifejlesztéséhez, ráadásul a Szuhojnak korábban csak vadász- és vadászbombázó típusok tervezésében volt tapasztalata. A Tupoljev iroda, amelynek egyik szakterülete viszont a bombázók voltak, ezzel szemben a Tu-22 masszívan korszerűsített változatát ajánlotta a szovjet légierőnek. Szemben a T–4-essel ez a korábbi típusok evolúciós továbbfejlesztése volt, így vonzereje az ahhoz viszonyított egyszerűségben és olcsóságban rejlett. A szovjet kormány azonban értetlenül fogadta, hogy a Tu–22 szolgálatba állítása után miért kellene már ilyen hamar az utódtípusát rendszeresíteni. A légierő és a Tupoljev ezért a Tu–22 módosított („M”) változataként állította be a tervet a politikai vezetésnek.
A szárnyat az abban az időben hódító változtatható nyilazási szögű megoldások egyikére cserélték, hasonlóan a kisebb MiG–23-hoz és Szu–17-hez, mellyel rövidebb felszállási úthossz, hatékonyabb őrjárati idő, nagy végsebesség és jó alacsony magasságú vezethetőség párosult. Az új repülőgép a „145-ös repülőgép” (Szamoljot 145) lett, amely bizonyos elemeket a prototípusként megrekedt Tu–98-astól örökölt meg, valójában azonban nem volt már sem annak, sem a Tu-22-esnek a korszerűsített változatának tekinthető, inkább új konstrukciónak. A Tu–22M fegyverrendszere szintén a Tu–22-jén alapult, alapfegyvere a H–22 levegő-felszín rakéta lett. A Tu–22M típusjelöléssel könnyebben tudták a bombázót a szovjet rendszerben elhelyezni.
Az első prototípus a Tu-22M0 első repülése 1969. augusztus 30-án történt. Ez a gép napjainkban a kijevi repülőmúzeumban van kiállítva. Az ebből kifejlesztett repülőgépet a NATO megfigyelői hamarosan felfedezték. Ezt követően évekig a nyugati elemzők a típust Tu–26-ként azonosították. A SALT tárgyalások alatt az 1980-as években a szovjetek ragaszkodtak a Tu–22M megnevezéshez. Abban az időben a NATO berkeiben úgy vélték, hogy a típusjelölés célja csupán a Nyugat megtévesztése azt sugalmazva, hogy csak a Tu–22 egy továbbfejlesztett változatáról van szó.

## Üzemeltetési története
A hidegháború alatt a típust a Szovjet Frontlégierő (VVSZ) hadászati bombázó feladatokra, a Szovjet Flotta-légierő (AVMF, Aviacija Vojenno-Morszkovo Flota) pedig nagy hatósugarú tengeralattjáró-elhárító feladatokra és felderítésre. Az 1970-es években a Tu–22M-mel végrehajtottak néhány szimulált behatolást és támadást az amerikai repülőgép-hordozó csapásmérő kötelékekkel szemben. Továbbá ezekkel a bombázókkal többször tesztelték Japán határ- és légvédelmi vonalait. Mindazonáltal, akárcsak elődjét a Tu–22-t, ezt sem exportálták egyik külföldi országnak sem, legfőképp a közel-keletre, nem fenyegetve a térségbeni amerikai katonai jelenlétet.
A Tu–22M első harci bevetéseit az afganisztáni háborúban hajtották végre, 1987 és 1989 között teljesítettek a térségben szolgálatot. Feladatköre hasonló volt az amerikai B–52 Stratofortress-éhez a vietnámi háború idején, azaz nagy mennyiségű hagyományos bombák célba juttatása. Az Oroszországi Föderáció 1995-ben bevetette a csecsen háborúban, Groznij ostroma idején.
A Szovjetunió felbomlásának idején közel 370 darab üzemelt és került a FÁK országainak egy részéhez, gyártása 1993-ban fejeződött be. Tizenöt évvel később, 2008-ban a flotta körülbelül 84 gépet számlált, további 93 tartalékban tartott géppel[forrás?].

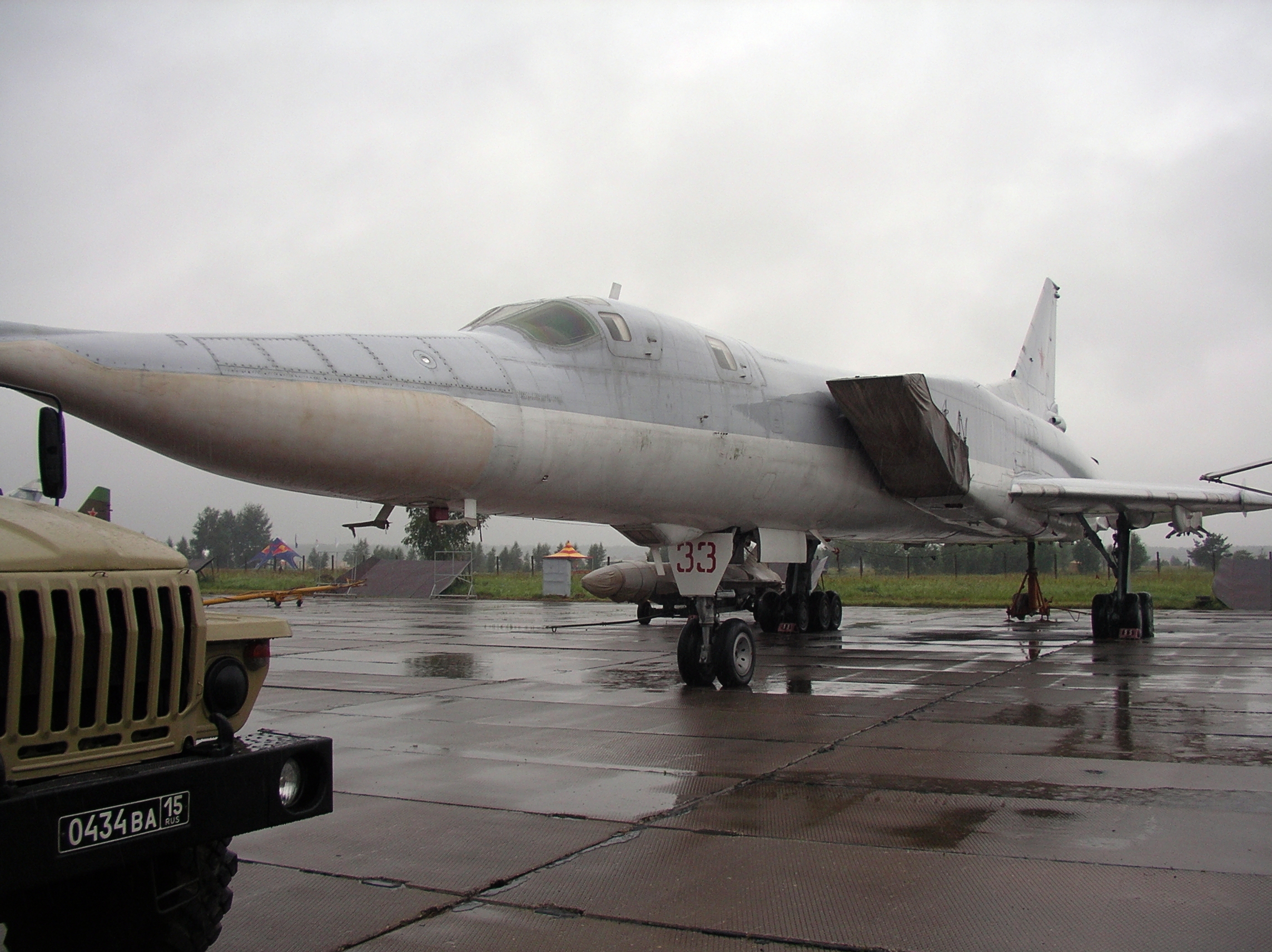
Tu–22M3 a Moszkva melletti Monyinói Repülőgépmúzeumban 2004-ben

Orosz hivatalos források mindössze egy Tu–22MR felderítő repülőgép elvesztését jelentették be, amely grúziai légtérben lett lelőve a 2008-as dél-oszét háborúban. A legénységből egy fogságba esett (Vjacseszlav Malkov őrnagy), kettő meghalt és egy, a parancsnok „ütközetben eltűnt” egy 2009 augusztusi jelentés szerint.
A szíriai polgárháborúban is bevetette az orosz légierő a típust először oroszországi repülőterekről, később az iráni hamadani légibázisról, illetve a szíriai hmeimimi légibázisról is.
A típus az orosz-ukrán háborúban is bevetésre került. FAB-3000M-46 bombákat használtak az Azovsztal acélművek ellen, amelyek az ukrán csapatok utolsó bástyája voltak az ostromlott Mariupol városában. Több alkalommal H–22 rakétákkal támadtak célpontokat.
Ukrán szabotázsakciókban és dróntámadásokban több gép megsemmisült vagy megrongálódott a földön. 2024. április 19-én egy orosz Tu–22M3 lezuhant Sztavropol közelében, az esemény időpontjában több mint 450 km távolságra a legközelebbi ukrán ellenőrzés alatt álló területtől. Ukrajna azt állította, hogy a nagy hatótávolságú stratégiai bombázót Ukrajnától mintegy 300 km-re lelőtték, amikor az állítólag egy harci bevetés után megpróbált visszatérni a bázisra. Az orosz hatóságok azt állították, hogy a repülőgép műszaki meghibásodás miatt zuhant le Krasznogvargyejszkij körzetben, a személyzet egy tagja meghalt, egy másik eltűnt. Egy forrás azt állította, hogy az akciót az ukrán hírszerzési főigazgatóság (HUR) tervezte és hajtotta végre egy SZ–200-as rakétával, ugyanazzal a rakétatípussal, amelyről Ukrajna azt állította, hogy 2024 februárjában lelőtt egy Berijev A-50-est.

### Export
A Szovjetunió sohasem exportálta a típust, azonban széthullását követően másik két utódállamban is maradtak példányok. Fehéroroszország 52 darab gépet örökölt meg, míg Ukrajna 29-et, azonban az ukrán kormányzatok kiszereltették a nukleáris csapásmérési képességeiket, majd a legutolsó példányt 2004-ben darabolták szét.[forrás?]
A Tupoljev 1992-ben megpróbálta a típust több országban is értékesíteni, úgymint Iránban, Indiában és Kínában, azonban eladást ezek a reklámok egyszer sem realizáltak. 2001-ben India vásárolt 4 darabot tengerészeti felderítésre és csapásmérésre. A gépek sorsa ismeretlen.

## Típusváltozatok
Összesen kilenc elősorozat-példány épült meg Tu–22M0, amelyet további kilenc Tu–22M1 követett 1971 és 1972 között. Ezek NATO-kódnevei Backfire-A voltak.
Az első sorozatgyártott változat a Tu–22M2 volt, amelyet 1972-ben vettek gyártásba, NATO-kódneve Backfire-B lett. Nagyobb szárnyfesztávú változat és a területszabály alapján áttervezett törzzsel épültek meg. Ezzel emelték meg négy főre a legénység számát. Két NK–22 gázturbinás sugárhajtóművet (215 kN tolóerő/darab) építettek be, a levegőellátást az F–4 Phantom II-éhez hasonló levegőbeömlő-megoldással biztosították, valamint új futóművet terveztek, melyben a főfutómű is áthelyeződött. Egy vagy két Raduga H–22 hajóromboló robotrepülőgép maradt a fő fegyverzete. Néhány Tu–22M2-nek kicserélték a hajtóműveit erősebb NK–23-változatra és átnevezték Tu–22M2Je-re. Szolgálatban az üzembentartók ennek a típusváltozatnak a Dvojka becenevet adták.
A legutolsó altípust, a Tu–22M3-t (NATO-kódneve Backfire C) 1983-ban állították szolgálatba, első felszállását (1976) követő hatodik évben. Új, erősebb NK–25 gázturbinákkal szerelték fel, a MiG–25-höz hasonló, növelt keresztmetszetű beömlőnyílásokkal látták el, a szárnyfelek nagyobb nyilazási szögekkel üzemeltek, valamint áttervezték az orrot is az új, Lenyinyec PN–AD rádiólokátor és az NK-45 navigációs és támadórendszer számára, amely jóval fejlettebb alacsonymagasságú, nagysebességű repülést tett lehetővé (azonban ez még nem földközeli útvonalrepülés (NOE, nap-of-the-earth)). Újratervezték a faroktornyot is, mivel egycsövű gépágyúra cserélték a korábbit, valamint ellátták egy belső forgótárral a Raduga H–15 számára, amely az amerikai AGM–69 SRAM vetélytársa volt, becenevén a Trojka. Róla kapta nemhivatalos becenevét az M3-as is. Ezek a módosítások növelték a tolóerő-tömeg arányát 0,4 fölé, a végsebesség Mach 1,65-ről Mach 2,05-re nőtt, a hatótávolság 5100 km-ről 6800 km-re, ami jelentősnek tekinthető.
Az egyik sok vitát kiváltó hiányossága a Tu–22M-eknek a légiutántöltési képesség hiánya volt. Amikor épült, a Tu–22M még rendelkezett kitolható–visszahúzható töltőcsővel az orr felett, azonban ezt a SALT tárgyalások miatt eltávolították, bár nyilvánvalóan könnyen visszaépíthető lett volna, ha a harcászati helyzet úgy kívánja. Az Tu–22M1 egyik példányán, amelyik a rigai repülőtéren van kiállítva, látható ez a töltőcső.
Egy kis számú, valószínűleg mindössze 12 darab, Tu–22M3 át lett alakítva felderítővé, melynek jelzése Tu–22M3(R)-re, vagy Tu–22MR-re változott. Felszerelése szabványosított Sompol előrenéző radarból és más ELINT-berendezésből állt.
Egy elektronikai hadviselésre felkészített változat is épült Tu–22MP jelzéssel, amely 1986-ban lett készen, de csak két vagy három prototípus formájában.
Néhány kiállított példány Tu–22ME változattá lett korábban alakítva, melynek nincs NATO-kódneve.[forrás?]
A vectorsite szerint összesen 497 példány épült meg a prototípusokkal és elősorozatokkal együtt.

## Megrendelő és üzemeltető országok

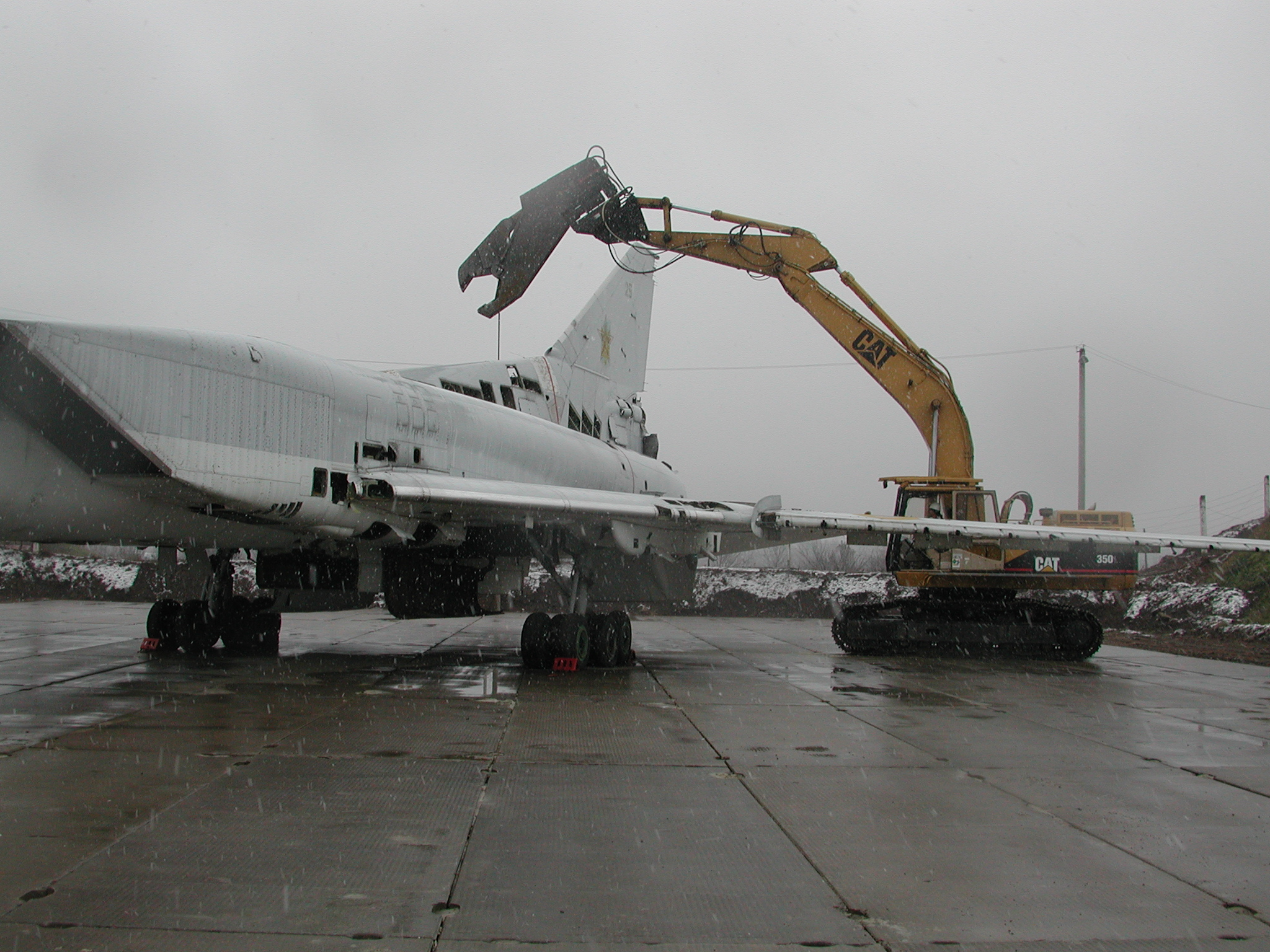
Egy ukrán Tu–22M3 a fegyverzetleszerelési szerződések értelmében a szétvágás, megsemmisítés előtti percekben

### Jelenlegi üzemeltetők

#### Oroszország
- Orosz Légierő – 2010 decemberében 93 gép volt aktív szolgálatban.[13]
- Orosz Tengerészeti Légierő – 2010 decemberében 58 gép volt aktív szolgálatban.[13]

### Korábbi üzemeltetők

#### Ukrajna
- Ukrán Légierő
- Ukrán Haditengerészeti Légierő

#### Szovjetunió
- Szovjet Légierő
- Szovjet haditengerészeti légierő

## Fordítás
- Ez a szócikk részben vagy egészben  a   Tupolev Tu-22M című angol Wikipédia-szócikk ezen változatának fordításán alapul.  Az eredeti cikk szerkesztőit annak laptörténete sorolja fel. Ez a jelzés csupán a megfogalmazás eredetét és a szerzői jogokat jelzi, nem szolgál a cikkben szereplő információk forrásmegjelöléseként.

## Bibliográfia
- Taylor, J.W.R. (ed.) Jane's All The World's Aircraft 1980-81. London: Jane's Publishing, 1980. ISBN 0-7106-0705-9.